# Coppa di Francia 1987-1988
La 71ª edizione della Coppa di Francia, quella del 1987-1988, fu vinta dal Metz. Singolarmente, il Metz riuscì a vincere il trofeo eliminando solo squadre di seconda categoria o inferiore.

## Risultati

### Trentaduesimi di finale
| Squadra 1           | Risultato       | Squadra 2           |
| ------------------- | --------------- | ------------------- |
| Nantes              | 1 - 1 (4-3 dcr) | Bordeaux            |
| Bastia              | 1 - 0           | Olympique Marsiglia |
| Tolosa              | 2 - 0           | Laval               |
| SC Tolone           | 1 - 0           | Nîmes               |
| Strasburgo          | 6 - 0           | SR Saint-Dié        |
| Sochaux             | 2 - 1           | Tours               |
| Stade Reims         | 3 - 2           | Bourges             |
| Stade Quimpérois    | 4 - 1           | Rennes              |
| Paris Saint-Germain | 1 - 0           | FC Libourne         |
| Matra Racing        | 1 - 0           | Ancenis             |
| Nizza               | 1 - 0           | Gazélec Ajaccio     |
| Mulhouse            | 0 - 0 (4-1 dcr) | Saint-Étienne       |
| Monaco              | 2 - 1           | CO Saint-Dizier     |
| Metz                | 1 - 0           | Montceau Bourgogne  |
| Endoume Catalans    | 2 - 1 (dts)     | Cannes              |
| Châtellerault       | 1 - 0           | Limoges             |
| Lilla               | 3 - 1           | Brest               |
| Lens                | 1 - 0           | Beauvais            |
| Le Havre            | 1 - 0           | Digione             |
| Auxerre             | 2 - 0           | Valenciennes        |
| La R-sur-Yon        | 2 - 1 (dts)     | St Brieuc           |
| Évreux              | 2 - 1           | Melun-Fontainebleau |
| Dunkerque           | 2 - 1           | Niort               |
| Créteil-Lusitanos   | 2 - 1           | Chaumont            |
| Nancy               | 5 - 2 (dts)     | Paris FC 83         |
| Olympique Lione     | 5 - 0           | Grenoble            |
| Stade Vallauris     | 3 - 1 (dts)     | Hyeres FC           |
| SC Abbeville        | 2 - 1           | US Fécamp           |
| Sète                | 1 - 0 (dts)     | Istres              |
| SO Cholet           | 0 - 0 (4-2 dcr) | Lisieux             |
| Montpellier         | 3 - 0           | AFC Aurillac        |
| Caen                | 2 - 0           | Locminé             |

### Sedicesimi di finale
| Squadra 1               | Totale | Squadra 2       | Andata | Ritorno     |
| ----------------------- | ------ | --------------- | ------ | ----------- |
| Monaco                  | 1 - 3  | Nizza           | 1 - 1  | 0 - 2       |
| Auxerre                 | 1 - 0  | Nantes          | 1 - 0  | 0 - 0       |
| Strasburgo              | 3 - 4  | Montpellier     | 1 - 1  | 2 - 3       |
| Tolosa                  | 3 - 2  | Olympique Lione | 3 - 1  | 0 - 1       |
| Sète                    | 2 - 2  | Tolone          | 2 - 0  | 0 - 2 (dts) |
| Nancy                   | 1 - 2  | Metz            | 1 - 0  | 0 - 2       |
| Paris Saint-Germain     | 1 - 6  | Sochaux         | 1 - 3  | 0 - 3       |
| SC Abbeville            | 2 - 4  | Lilla           | 2 - 2  | 0 - 2       |
| Dunkerque               | 0 - 5  | Lens            | 0 - 2  | 0 - 3       |
| Créteil-Lusitanos       | 2 - 0  | Matra Racing    | 1 - 0  | 1 - 0       |
| Évreux AC               | 2 - 6  | Le Havre        | 1 - 1  | 1 - 5       |
| Stade Reims             | 3 - 2  | Bastia          | 2 - 2  | 1 - 0       |
| Châtellerault           | 3 - 3  | Caen            | 1 - 0  | 2 - 3       |
| Stade Quimpérois        | 4 - 1  | SO Cholet       | 2 - 1  | 2 - 0       |
| Stade de Vallauris      | 2 - 5  | Mulhouse        | 1 - 3  | 1 - 2       |
| AEP Bourg sous la Roche | 6 - 3  | US Endoume      | 4 - 1  | 2 - 2       |

### Ottavi di finale
| Squadra 1                | Totale | Squadra 2         | Andata | Ritorno         |
| ------------------------ | ------ | ----------------- | ------ | --------------- |
| Tolosa                   | 2 - 2  | Nizza             | 1 - 1  | 1 - 1 (1-4 dcr) |
| Lilla                    | 2 - 2  | Auxerre           | 1 - 0  | 1 - 2 (dts)     |
| Montpellier              | 2 - 3  | Sochaux           | 2 - 2  | 0 - 1           |
| Stade Reims              | 2 - 1  | Le Havre          | 2 - 0  | 0 - 1           |
| Metz                     | 3 - 0  | Mulhouse          | 1 - 0  | 2 - 0           |
| Sète                     | 0 - 1  | Lens              | 0 - 0  | 0 - 1 (dts)     |
| La Roche Vendée Football | 3 - 5  | Stade Quimpérois  | 1 - 3  | 2 - 2           |
| Châtellerault            | 0 - 0  | Créteil-Lusitanos | 0 - 0  | 0 - 0 (5-4 dcr) |

### Quarti di finale
| Squadra 1        | Totale | Squadra 2     | Andata | Ritorno |
| ---------------- | ------ | ------------- | ------ | ------- |
| Nizza            | 4 - 0  | Lilla         | 3 - 0  | 1 - 0   |
| Lens             | 2 - 3  | Sochaux       | 2 - 2  | 0 - 1   |
| Stade Quimpérois | 1 - 5  | Metz          | 1 - 0  | 0 - 5   |
| Stade Reims      | 6 - 1  | Châtellerault | 3 - 0  | 3 - 1   |

### Semifinali
| Squadra 1 | Totale | Squadra 2   | Andata | Ritorno |
| --------- | ------ | ----------- | ------ | ------- |
| Nizza     | 2 - 3  | Sochaux     | 2 - 1  | 0 - 2   |
| Metz      | 5 - 3  | Stade Reims | 4 - 0  | 1 - 3   |

#### Andata
| Metz 1º giugno 1988                                                               | Metz      | 4 – 0 referto | Stade Reims | Stade Saint-Symphorien |
| \| \| \| \| \| Micciche 27’, 51’ Gaillot 77’ Zénier 85’ (p.k.) \| Marcatori \| \| |           |               |             |                        |
|                                                                                   |           |               |             |                        |
| Micciche 27’, 51’ Gaillot 77’ Zénier 85’ (p.k.)                                   | Marcatori |               |             |                        |

| Nizza 31 maggio 1988                                                    | Nizza     | 2 – 1 referto | Sochaux | Stade du Ray |
| \| \| \| \| \| N'Dioro 37’ Bocandé 67’ \| Marcatori \| 88’ Silvestre \| |           |               |         |              |
|                                                                         |           |               |         |              |
| N'Dioro 37’ Bocandé 67’                                                 | Marcatori | 88’ Silvestre |         |              |

#### Ritorno
| Reims 8 giugno 1988                                                                     | Stade Reims | 3 – 1 referto    | Metz | Stade Auguste Delaune |
| \| \| \| \| \| Christophe 33’ Lafond 44’ Prince 67’ \| Marcatori \| 79’ Hinschberger \| |             |                  |      |                       |
|                                                                                         |             |                  |      |                       |
| Christophe 33’ Lafond 44’ Prince 67’                                                    | Marcatori   | 79’ Hinschberger |      |                       |

| Montbéliard 8 giugno 1988                               | Sochaux   | 2 – 0 referto | Nizza | Stade Auguste Bonal |
| \| \| \| \| \| Sauzée 20’ Paille 80’ \| Marcatori \| \| |           |               |       |                     |
|                                                         |           |               |       |                     |
| Sauzée 20’ Paille 80’                                   | Marcatori |               |       |                     |

## Finale
| Squadra 1 | Risultato       | Squadra 2 |
| --------- | --------------- | --------- |
| Metz      | 1 - 1 (5-4 dcr) | Sochaux   |

| Arbitro: | Claude Bouillet |

| |                      | |
| Black 45’ | Marcatori            | 36’ Paille |
| Zénier Hinschberger Zanon Bracconi Kastendeuch | Tiri di rigore 5 – 4 | Hadžibegić Sauzée Paille Rousset Madar |
| · Ettorre · Gaillot · 78’ Cartier · Kastendeuch · Pons · 106’ Pauk · Zanon · Hinschberger · Zénier · Micciche · Black · A disposizione: · 78’ Lopez · 106’ Bracconi | Formazioni           | · Rousset · Croci · Silvestre · Hadžibegić · Peltier · 97’ Thomas · Sauzée · Henry · Baždarević · 65’ Morin · Paille · A disposizione: · 97’ Colin · 65’ Madar |
| Husson | Allenatori           | Takač |